# فريدي سكوت (لاعب كرة قدم أمريكية)
فريدي سكوت (بالإنجليزية: Freddie Scott)‏ هو لاعب كرة قدم أمريكية أمريكي، ولد في 5 أغسطس 1952 في جرادي في الولايات المتحدة.

## وصلات خارجية
- فريدي سكوت على موقع مرجع كرة القدم المحترفة.كوم (الإنجليزية)